# 瑞士葡萄酒

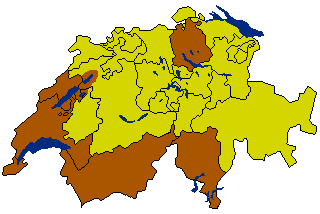
棕色区域是瑞士主要的葡萄酒产区

瑞士的葡萄酒产区占地150平方公里（总面积15,000公顷），主要集中在瑞士西部和南部的日内瓦州, 纳沙泰尔州, 提契诺州, 瓦莱州和沃州等地。
23个州里有20个州的葡萄种植面积达到15000公顷。为了利用河流经过而产生的小气候，葡萄园都是沿湖泊建立。根据瑞士联邦农业局的统计，2009年瑞士的葡萄酒产量已超过1.1亿升，其中约52%为红葡萄酒。瑞士所产的葡萄酒几乎所有均在本地消费，只有2％的产品出口，主要出口到德国。瑞士葡萄酒的特色是用Gamaret和Garanoir来制作红葡萄酒以及用Chasselas来制作白葡萄酒。最著名的葡萄酒产区是Lavaux拉沃州 和Valais瓦莱州。

## 历史
瑞士的葡萄酒历史非常悠久，至少可以追溯到罗马时代。一些考古发现证明，瓦莱州的葡萄酒历史在罗马时代之前就存在了。在桑希朗谢附近的一座公元前二世纪的古墓中，人们发现了一些陶瓷的罐子，上面的铭文证实这些罐子是盛放葡萄酒的。

## 葡萄品种

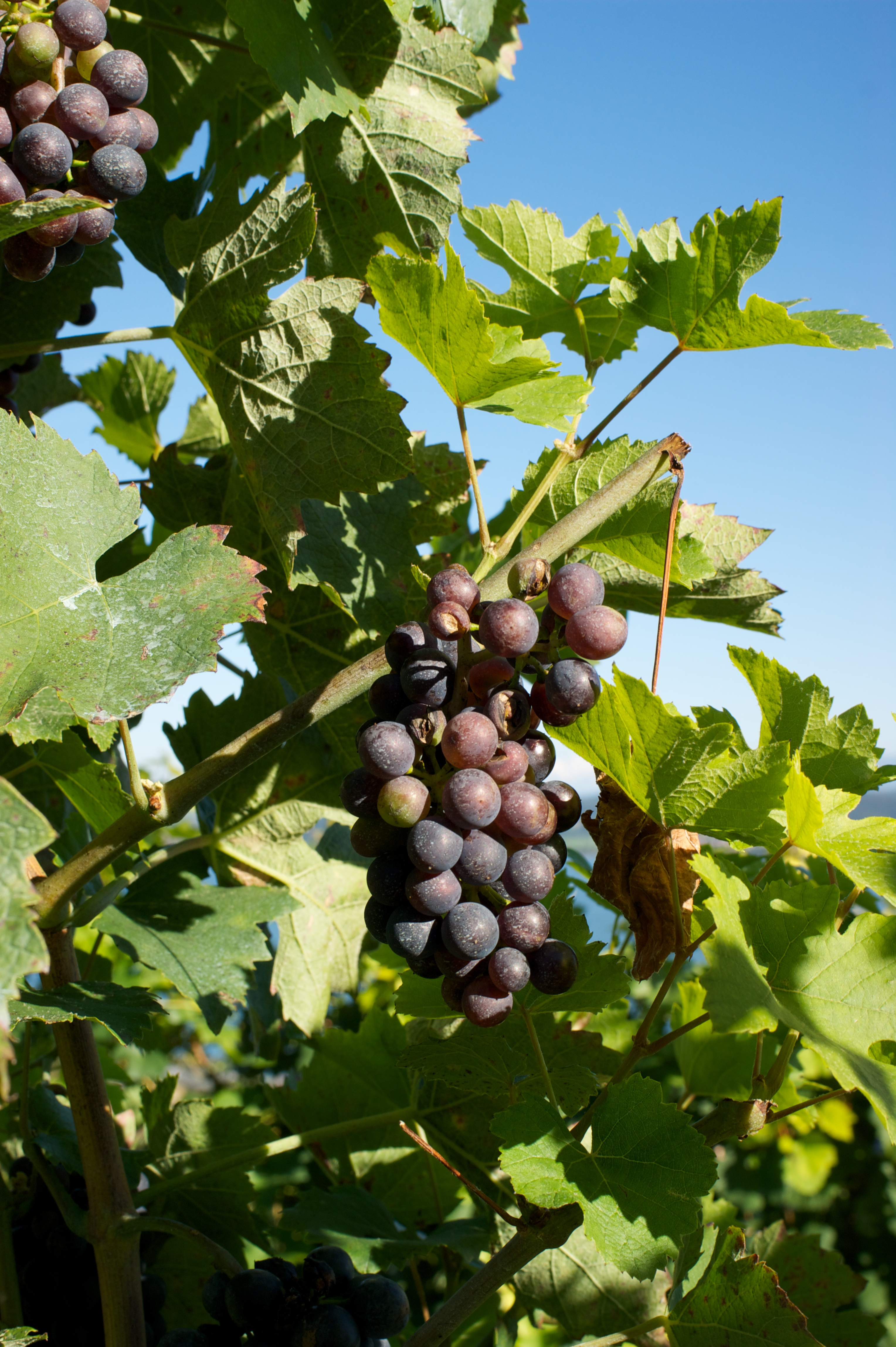
Garanoir葡萄的总状花序.

瑞士所酿红酒最常用的葡萄品种是pinot noir黑皮诺，所酿白葡萄酒最常用品种是chasselas，沙斯拉
- 白葡萄品种：chasselas 沙斯拉、chardonnay雪当利、 pinot blanc白皮诺、pinot gris灰皮诺、gewurztraminer琼瑶浆、doral。

- 红葡萄品种：gamay佳美、 pinot noir黑皮诺、 gamaret白比诺、 garanoir 、plunt Robert、merlot梅鹿辄、 mondeuse梦杜斯、syrah西拉、 cabernet sauvignon赤霞珠、servagnin。高端葡萄酒一般使用garanoir 品种和gamaret品种。

## 规定
瑞士不像德国与法国那样具有全国性的葡萄酒分级制度，只是每个有葡萄种植的州都有自己的一些制度。2011年农业政策规定，所有瑞士的葡萄酒生产区从2008年1月1日起都要遵守“AOC Suisse”的条例。酒类联合会的这项规定借鉴于欧洲的相关法规和原则。

## 瑞士的葡萄园

### 瓦莱州的葡萄园
瓦莱州是全国最大的葡萄酒生产地，占瑞士葡萄种植面积的三分之一。
瓦莱州的AOC：Fully, Saxon, Saillon, Chamoson, Ardon, Vétroz, Conthey, Savièse, Sion, Grimisuat, Ayent, Lens, Miège, Venthône, Les coteaux de Sierre, Salquenen, Varen.

### 沃州的葡萄园

#### 拉沃 Lavaux

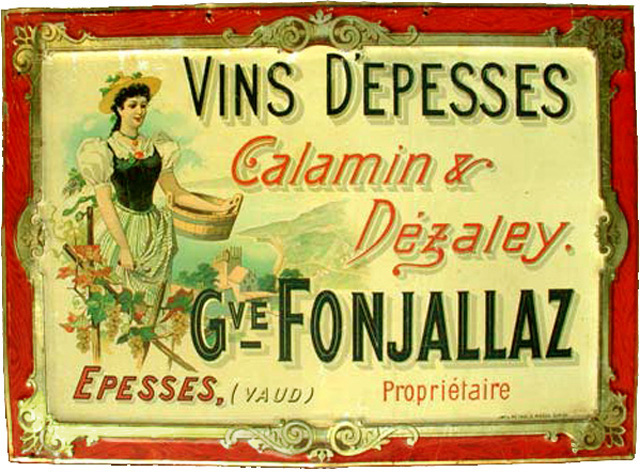
十九世纪的沃州葡萄酒

拉沃葡萄酒世界闻名的原因取决于他们一千多年的种植传统，以及在日内瓦湖畔的梯田葡萄园，在2007年6月28日，拉沃葡萄园被联合国教科文组织列为世界人类遗产。据有记载的历史证明，葡萄文化始于9世纪。在12世纪，很多大教会从洛桑主教手中接收了土地。尤其是Hauterive（1138）修道院、Hautcrêt (1141) 修道院和 Montheron (1142) 修道院，这些修道院引入了梯田种植并拓展了红酒出口销路。在16世纪，根据梯田的大小，修道院开始将一些面积较大的葡萄园租赁给租户。一份1331年的资料中描述，这些梯田宽10米-15米，圈有5米-6米高的围墙。在1391年，相关合同规定了葡萄园主对这些梯田的维修义务。拉沃地区专业生产高档葡萄酒。我们通常在该地区种植Gamaret和 Garanoir，这是两种生产优质的葡萄酒的葡萄。
Lavaux 的AOC ：Lavaux AOC, Lutry, Villette, Épesses, Calamin Grand Cru, Dézaley Grand Cru (vignoble de la commune de Puidoux), Saint-Saphorin, Chardonne, Vevey-Montreux

#### Chablais
Chablais vaudois的AOC : Villeneuve, Yvorne, Aigle, Ollon, Bex

#### Les Côtes de l’Orbe
沿纳沙泰尔湖畔的AOC
Côtes de l’Orbe AOC 名单：Bonvillars 和Vully

### 提契诺州的葡萄园
提契诺州拥有1028公顷葡萄园，其中83％种植梅洛。

### 日内瓦的葡萄园

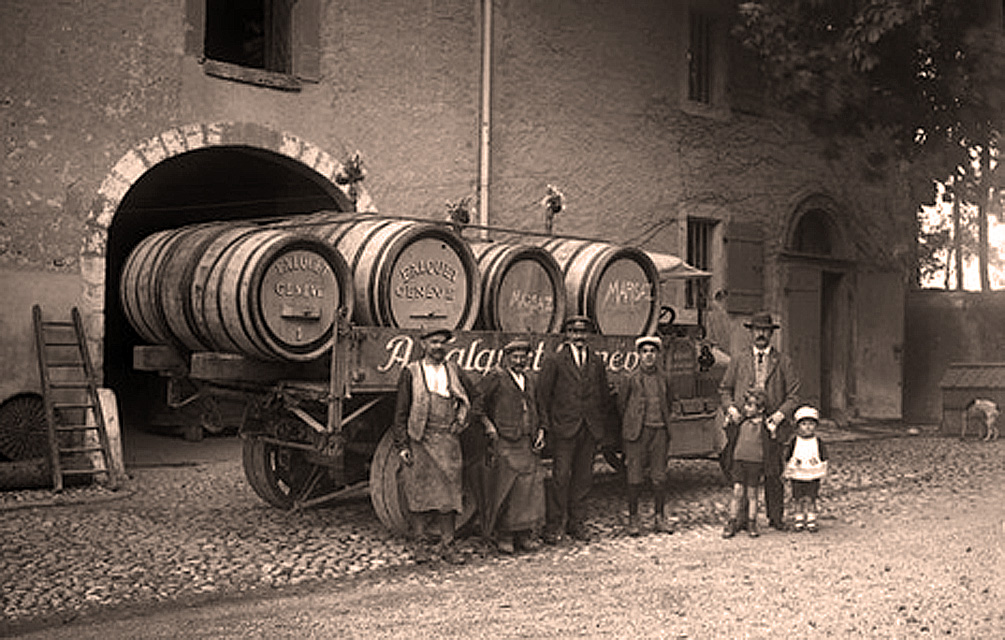
二十世纪初的日内瓦葡萄酒商人

日内瓦是瑞士的第三大葡萄酒产地，拥有1400公顷的葡萄园。这个州有数百个酒窖生产除了Chasselas之外的其他葡萄品种，如gewurztraminer，Viognier，Cabernet Sauvignon和Gamaret。

## 资料来源
- [永久]

1. ↑  Office fédéral de l’agriculture OFAG: Das Weinjahr 2009 / L'année d'viticole 2009 的存檔，存档日期2011-07-07.